# Snow Island
Snow Island (Wyspa śnieżna, znana również jako Isla Nevada) – w całości pokryta czapą lodową wyspa o wymiarach 16 na 8 km, leżąca 6 kilometrów na płd-zach od Wyspy Livingstona w archipelagu Szetlandów Południowych. Snow Island jest znana amerykańskim i brytyjskim łowcom fok od 1820 roku.